# Luokė
Luokė is een plaats in de gemeente Telšiai in het Litouwse district Telšiai. De plaats telt 777 inwoners (2001).